# NGC 6187
NGC 6187 is een spiraalvormig sterrenstelsel in het sterrenbeeld Draak. Het hemelobject werd in 1883 ontdekt door de Amerikaanse astronoom Charles Augustus Young, die slechts één deepsky object had ontdekt dat vervolgens in de New General Catalogue werd opgenomen: NGC 6187.

## Rijtje van vier
Waarnemers met telescopen die op zoek willen gaan naar NGC 6187 kunnen aan de hand van vier sterren die zich, vanaf de aarde gezien, als een rijtje dat zich ten noordnoordwesten van dit stelsel bevindt het betreffend lichtzwakke object trachten op te sporen. Deze vier sterren zijn HD 149430 (het dichtst bij het stelsel bevindende exemplaar), HD 149412, HD 238572 en HD 238571. De laatste twee en meest noordelijke van deze vier sterren vormen een koppel met schijnbare magnituden die zwakker zijn dan de eerste vermelde sterren. De schijnbare lengte van deze sterrenrij bedraagt een vierde van een graad.

## Synoniemen
- MCG 10-23-79
- ZWG 298.42
- ZWG 299.2
- NPM1G +57.0211
- PGC 58429